# The Immortal
The Immortal é um jogo eletrônico desenvolvido inicialmente para o Nintendo 8 Bits e posteriormente para o Mega Drive, foi produzido pela Eletronic Arts. O game é estilo RPG. Você guia um mago que está preso num labirinto com criaturas sinistras. O jogo tem uma violência gráfica que assusta até hoje, onde se pode esmagar a cabeça de inimigos ou corta-los ao meio, isto anos antes de jogos como Mortal Kombat. Tem perspectiva isométrica. The Immortal foi um dos primeiros jogos do Mega Drive. De dificil jogabilidade, o jogo é cheio de amuletos, magias e truques, além de muita ação. Há diversos inimigos e muitos segredos neste game.
O jogador controla um feiticeiro, sem nome, aprendiz de Mordamir. O feiticeiro enfrenta várias criaturas mortais e armadilhas em uma masmorra, onde a cada fase vai descobrindo mais detalhes sobre a história de sua jornada e encontrando novos aliados, itens e perigos.